# Crimes ordinaires
Crimes ordinaires est une série télévisée française en 14 épisodes de 26 minutes créée par Michel Reynaud et diffusée depuis le 2 juin 2005 sur Jimmy.

## Synopsis
Cette série met en scène les enquêtes, inspirées de véritables faits divers, de deux jeunes policiers parisiens et d'une femme médecin légiste.

## Distribution
- Noémie de Lattre : Noémie
- Malcolm Conrath : Malcolm
- Tadrina Hocking : Capelier
- Olivier Marchal : Hôte

## Épisodes

### Première saison
1. Filature
2. Le Hangar

### Deuxième saison
1. Balle perdue
2. Frère de sang
3. Ligne blanche [1/2]
4. Ligne blanche [2/2]
5. Code grand-mère
6. Idée reçue
7. Épargne
8. Profond sommeil
9. Escapade
10. Erreur sur la personne
11. Sur la paille
12. Plein ciel